# رافائيل جوردون
رافائيل جوردون هو مخرج سينمائي وكاتب مسرحي إسباني.

## السيرة الذاتية
درس في المدرسة العليا للفن المسرحي. بدأ كممثل في "الحذاء العجيب" لفيدريكو جارثيا لوركا، من إخراج ألفريدو مانياس.
في عام 1968 أسس "إنتاجات رافائيل جوردون" ومن خلالها ينتج ويكتب و يخرج بشكل أساسي أفلامه الصغيرة و الكبيرة في 35 مم على مدار أربع عقود تقريبيًا. ينتج أفلام قصيرة لمخرجين آخرين مثل "إسكوريال اللانهائي" "خطاب العصر الذهبي" "صناديق الهدايا الناعمة" و"البؤس البشري".
عُين مرشد سياحي لفترة في عدة بلاد أوروبية مثل إيطاليا، فرنسا , ألمانيا , المملكة المتحدة واُستُعدى لإلقاء عدة دورات متخصصة عن السينما الأسبانية في الخارج.
في عام 1983 بدأ في كتابة المسرح.
بين 1987 و1989 أخرج وقدم في إذاعة كادينا الأسبانية في برنامج " حي الموساس ". بين 1990 و 1992 عمل كمستشار سينمائي في قناة أنتينا 3. في عام 2002 قام بتدريس الماجستير في كتابة السيناريو السيمائي في جامعة سان بابلو.
بين عامي 2002 و2004، تعاون بصفته معلقا في برنامج "المساء مع كريستينا" بسلسة الراديو "كوبي".
في عام 1999 عرض الفيلم الطويل" الملكة اليزابيث شخصيًا" مع ايزابيل اورداس و في 2003 "تريزيرا تريزيرا" التي تعود فيها مع ايزابيل واسومبتا سيرنا.
في عام 2006 أخرج " خوذة " للويس بونيويل و بيبين بيلو في المركز الثقافي جاليليو، مدريد.
في عام 2006 أخرج الفيلم الطويل غير الروائي " نظرة أوكا ليلي " مخصص للفنانة المشهورة الأسبانية.
بالنسبة لجوردون، هذا هو الفيلم الوحيد الذي حصل على منحة. ترشح لجائزة جويا و ميدالية "CEC" كأفضل فيلم وثائقي.
منذ سبتمبر 2017 يشارك في برنامج "حديث السينما" على قناة "Déjate de Historias" مع أنطونيو بيلايز بارسيلو.

## فيلموجرافيا

### الأفلام الطويلة
- شغف كيركغارد (2021).
- كل النساء (2015).
- موسوليني سيموت (2012).
- انتحارات جميلة (2011).
- نظرة أوكا ليلي (2009).
- تيريزا، تيريزا (2003).
- الملكة إيزابيلا شخصيًا (2000).
- أربعة مجانين يبحثون عن مصحة (1980).
- عصور الدستور (1978).

### الأفلام القصيرة
كتابة السيناريو، الإخراج والإنتاج (35 مم ورقمي)
- 1967: أنجوستيوس فيتال.
- 1968: الرسل: مهرجان تورز.
- 1969: القبر الجماعي: تم اختياره في مهرجان ترييستي للخيال العلمي. اشترته سينما أسوسيه، فرنسا.
- 1970: وداعًا بابلو رويز. جائزة الإخراج في مهرجان هويسكا. ترشيح من دائرة كتاب السينما. مهرجانات بلباو وبنالمادينا.
- الرجل العظيم: جائزة أفضل إخراج: مهرجان زامورا. أسبوع السينما الإسبانية في دوبلن ودمشق والهند ونيويورك. مهرجانات بلباو، بنالمادينا، وأوبرهاوزن.
- 1973: ذكر الماعز: مهرجان هويسكا.
- 1974: ساحة الشمس: مهرجان الأفلام القصيرة في بلباو.
- 1974: جنازات البحر.
- 1975: الجنية والنساء: مهرجان الأفلام القصيرة في بلباو.
- 1977: رجل الجمجمة الصالحة للأكل.
- 1977: على الطريق.
- 1977: دون كيخوتي وسانشو وكلافيلينيو.
- 1978: مصاص الدماء الصامت.
- 1983: الرحمة: أسبوع السينما الدولي في بايادوليد.
- 1983: شاطئ الملكة.
- 2008: أوكا ليلة غير منشورة.
- 2016 إسبيرانزا روي: بورترية.
- 2018: وليمة قاسية.
- 2018: بونيول وجالدوس في مدريد.

## الكتب المشهورة
- موسوليني سيموت، الناشر: هويرغا فييرو. (ISBN):9788494882227.
- الجمال والرماد، الناشر: هويرغا فييرو. (ISBN): 9788494130908.
- قانون سيدوما تأليف، الناشر: هويرغا فييرو(ISBN): 9788483747926.
- مسرحية قصيرة(1992-2004)، الناشر: فوندامينتوس (ISBN): 9788424511043.
- أوكا ليلي: هوائيات وجذور، الناشر: لا فابريكا(ISBN): 9788495471864
- حرب ماريا/ صوت الدم/ جمال الدمعة، الناشر: هويرغا فييرو(ISBN):9788483743577.
- تيريزا، تيريزا، الناشر: هويرغا فييرو(ISBN): 9788483743591.
- الروح والجسد/ ساعة العجائب الناشر: هويرغا فييرو(ISBN): 9788483741597.
- ابتسامة الخيال، الناشر: رابطة مؤلفي المسرح (ISBN): 9788488659187.
- الملكة إيزابيلا شخصيًا، الناشر: هويرغا فييرو(ISBN): 9788483742280.
- أكلة عمل / شاطئ الملكة، الناشر: فوندامينتوس(ISBN): 9788424505578.
- حول شخصية رافائيل جوردن، تحليل عمل رافائيل جوردن بقلم ماريا أنونثياثيون فرنانديز أنطون. دار النشر هويرغا فييرو 9788483741580.
- رافائيل جوردون "ضمير" أنطونيو بيلاييث بارسيلو. دار النشر هويرغا فييرو 9788494360428.

## المشاركات
- أوكا ليلي، مجموعة تصويرية.
- الحب في السينما. شغف يتجاوز الخلية الفيلمية من تأليف دافيد فيليبي أرانث.
- سيان كونري: الرجل الذي قال "لن يحدث أبداً" من تأليف دافيد فيليبي أرانث.
- نساء السينما. نظرة عشرة مخرجات إسبانيات من تأليف إنريكي تشوفيكو.
- المسرح المعاصر القصير: الأنماط الخطابية من تأليف فرانسيسكو غوتيريز كارباخو.
- 50 صوتًا ضد العنف. تقييم للعنف القائم على النوع الاجتماعي في المشهد الإسباني المعاصر. كلية سي إم إل أوستن، الولايات المتحدة الأمريكية.
- السينما الأمريكية الوسطى في القرن العشرين من تأليف شاروا جارسيا دياث.